# یواس‌اس جاستین (آی‌ایکس-۲۲۸)
یواس‌اس جاستین (آی‌ایکس-۲۲۸) (به انگلیسی: USS Justin (IX-228)) یک کشتی بود که طول آن ۴۴۱ فوت ۶ اینچ (۱۳۴٫۵۷ متر) بود. این کشتی در سال ۱۹۴۴ ساخته شد.